# خورخي أمادو نونس
خورخي أمادو نونس (بالإسبانية: Jorge Amado Nunes)‏ مواليد 18 أكتوبر 1961 في بيرازاتيغي، الأرجنتين، هو لاعب كرة قدم باراغواياني سابق كان يلعب في مركز الوسط. سبق له أن لعب في كأس العالم لكرة القدم مع منتخب بلاده في مونديال عام 1986.

## المسيرة الاحترافية
كلاعب وسط محترف، لعب نونس في الباراغواي وكولومبيا وإسبانيا والأرجنتين وبيرو، لعب نونس لصالح العديد من الأندية مثل نادي ليبرتاد وسيرو بورتينيو وفيليز سارسفيلد وديبورتيفو كالي ونادي يونيفرسيتاريو ونادي إلتشي، أمضى نونيس أفضل سنواته كلاعب كرة قدم في ديبورتيفو كالي ويونيفرسيتاريو، حيث يعتبر أحد أكثر اللاعبين رمزية في تاريخهم.

### سجل مشاركاته مع الأندية
| النادي             | البلد     | الموسم      |
| ------------------ | --------- | ----------- |
| سيرو بورتينو       | باراغواي  | 1979 - 1984 |
| ديبورتيفو كالي     | كولومبيا  | 1984 - 1986 |
| نادي إلتشي         | إسبانيا   | 1986 - 1987 |
| فيليز سارسفيلد     | الأرجنتين | 1987 - 1988 |
| ديبورتيفو كالي     | كولومبيا  | 1989 - 1991 |
| نادي ليبرتاد       | باراغواي  | 1992 - 1993 |
| نادي يونيفرسيتاريو | بيرو      | 1993 - 1995 |

## المشاركات الدولية مع المنتخب الوطني
على المستوى الدولي شارك نونس مع منتخب بلاده دوليًا في 30 مباراة وسجل هدفًا واحدًا. ظهر لأول مرة في المنتخب الوطني بعمر 19 سنة، وشارك في الجولات التأهيلية لكأس العالم في المكسيك عام 1986 وإيطاليا عام 1990 والولايات المتحدة 1994، وكان أكثر تميزا في كأس العالم عام 1986.

### مشاركته في كأس العالم
كان نونيس جزءًا من فريق باراغواي الوطني لكرة القدم الذي شارك في كأس العالم 1986 في المكسيك.

### مشاركته في كوبا أمريكا
شارك نونس مع منتخب بلاده في كأس أمريكا 1987 في الأرجنتين.

## الإدارة والتدريب
بعد تقاعده من كرة القدم كان مساعدًا فنيًا للمدرب الكولومبي خوسيه أوجينيو هيرنانديز، المسؤول عن فريق منتخب بنما في التصفيات المؤهلة لكأس العالم لكرة القدم لعام 2006. كما عمل في القيادة الفنية لأمريكا دي كالي وميلوناريوس وديبورتيفو كالي من كولومبيا.
في مارس 2006 تم تعيينه مدربًا لنادي يونيفرسيتاريو ووصل إلى المركز الخامس في الدوري البيروفي لكرة القدم 2006، بعد أيام قليلة من بدء الدوري البيروفي لكرة القدم 2007 تم استبعاد نونيس من قبل قيادة النادي، تولى المنصب المدرب الكولومبي إدغار أوسبينا.

### السجل التدريبي
| النادي                   | البلد | الموسم      |
| ------------------------ | ----- | ----------- |
| نادي يونيفرسيتاريو       | بيرو  | 2006 - 2007 |
| سبورت أنكاش              | بيرو  | 2016        |
| نادي كولتورال سانتا روزا | بيرو  | 2017        |

## روابط خارجية
- خورخي أمادو نونس على موقع الاتحاد الدولي (مؤرشف)  (الإنجليزية)
- خورخي أمادو نونس على موقع قاعدة بيانات كرة القدم.إي يو (الإنجليزية)
- خورخي أمادو نونس على موقع ناشيونال فوتبول تيمز (الإنجليزية)